# Anourosorex
Anourosorex és un gènere de musaranyes de la família dels sorícids.

## Taxonomia
- A. assamensis
- A. andabata †
- A. japonicus †
- A. schmidi
- A. squamipes
- A. yamashinai